# José Manuel Pérez
José Manuel Pérez (Pinoso, 5 november 1963 - Alicante, 10 januari 2005) was een Spaans motorrijder en directeur van een chemiebedrijf. Hij was getrouwd en had twee kinderen (6 en 11 jaar oud).
Op 6 januari 2005 kreeg Pérez een ongeluk tijdens de 7e etappe van de 27e editie van de rally Parijs-Dakar. Hij overleed op 10 januari aan de gevolgen hiervan.